# Sierra de la Punilla

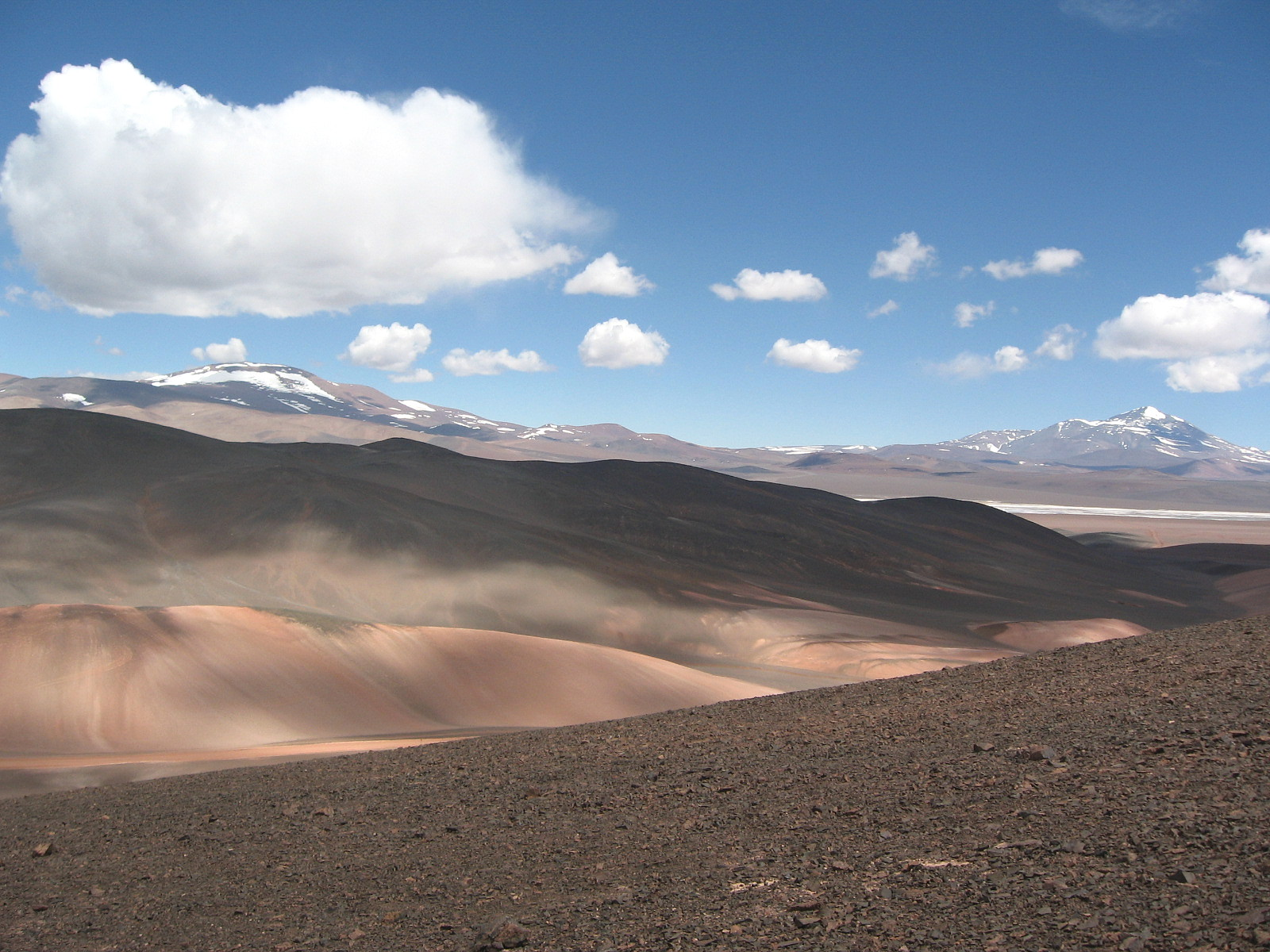
Cordón este, en la Reserva provincial Laguna Brava.

La sierra de la Punilla es un sistema orográfico que se desarrolla en sentido norte -sur en la precordillera, del noroeste de Argentina, en las provincias de San Juan y La Rioja.
La sierra se localiza desde la Laguna Brava al norte hasta el río Jáchal al sur. La sierra comprende dos cordones de montañas uno localizado al suroeste de la Laguna Brava que se extiende por unos 40 km con elevaciones superiores a los 4500 m s. n. m. (la mayor es la cumbre del cerro Alto del Descubrimiento con 4851 m s. n. m.) y el otro de unos 125 km de extensión se encuentra al sureste del primero. Este último posee el Cerro La Bolsa cuya cumbre se encuentra a una elevación de 4857 m s. n. m.

## Flora y fauna
Las condiciones semidesérticas existentes, limitan en gran medida el crecimiento de vegetales.  Ello a su vez impacta en las posibilidades de desarrollo de  insectos, aves y mamíferos, las especies existentes comprenden martineta, mara, chinchilla y guanaco, y ejemplares aislados de ñandú y vicuña.